# Hærens Operative Kommando
Hærens Operative Kommando (HOK) var den danska arméns styrande myndighet som ansvarade för utbildningen och insättandet av arméns enheter. HOK upphörde då Værnsfælles Forsvarskommando bildades 2014.

## Hisotria
HOK:s historia tar sin början 1808 då den danska Generalstaben upprättades för att sköta den danska arméns förehavanden i fredstid. 1815 upprättas också fyra generalkommandon underställda den danske konungen.
Efter Slesvig-holsteinska kriget 1848-1851 ändrades uppdelningen så att det blev två generalkommandon, ett för Själland med omliggande öar och ett för Jylland och Fyn.
Denna organisation kvarstod till 1922 då Generalkommandoen upprättades som ansvarig myndighet för det danska landsförsvaret. Generalstaben som tidigare varit placerad direkt under det danska krigsministeriet underställdes Generalkommandoen 1932.
Efter Andra världskriget omorganiserades den danska försvarsledningen kraftigt och Försvarsministeriet bildades genom en sammanslagning av Krigsministeriet och Marinministeriet 1950. Samtidigt upphörde också Generalkommandoen att existera för att ersättas av tre myndigheter, en för varje truppslag, Hærkommandoen, Søværnskommandoen och Flyverkommandoen.
Under Hærkommandoen upprättades också Vestre Landsdelskommando, Østre Landsdelskommando och Bornholms Region. Forsvarskommandoen upprättades 1970 genom en omorganisering på Försvarsministeriet. De tre vapenslagskommandona uppgick i Forsvarskommandoen 1982.
På grund av de stora förändringarna i Östeuropa under 1980-talet så tillsatte den danska regeringen en försvarskommission 1988 som bland annat fastslog att specifika frågor för varje vapengren borde skötas av tre olika underlydande myndigheter, Flyvertaktisk Kommando och Søværnets Operative Kommando hade redan upprättats 1955 respektive 1961 och 1991 organiserades därför Hærens Operative Kommando som inledningsvis var förlagd till Århus men som flyttade till Karup 1993.

## Organisation
I fredstid utgörs organisationen av en Stabsstödsavdelning, ett ledningssekretariat, en ekonomiavdelning, en kommandoläkare, en utvecklingsdivision, en produktdivision och en operationsdivision, samtliga underställda stabschefen. Direkt under chefen HOK underställs också Arméprästen.
Nedan följer de underlydande myndigheterna.

### Operativa enheter
- Danska divisionen
  - 1. Brigad
  - 2. Brigad

### Regementen och centrum
- Jydske Dragonregiment
- Gardehusarregimentet
- Den Kongelige Livgarde
- Danska artilleriregementet
- Ingenjörsregementet
- Signalregementet
- Trängregementet
- Det Danske Internationale Logistik Center

### Skolor
- Hærens Officersskole
- Hærens Kampskole
- Hærens Sergentskole

### Övriga enheter
- Jægerkorpset

### Totalförsvarsregioner
- Totalforsvarsregion Nord- og Midtjylland
- Totalforsvarsregion Fyn, Syd- og Sønderjylland
- Totalforsvarsregion Sjælland